# مهندسی توانبخشی
مهندسی توانبخشی برنامه‌ای کاربردی از استفاده علوم مهندسی برای طراحی و توسعه، بررسی و ارزیابی، اعمال و توزیع راه حل‌های تکنولوژیکی برای مشکلات به وجود آمده برای افراد معلول است. این افراد ممکن است ترومای مغزی ناشی از چنین چیزهایی به عنوان PTSD, شوک، تجربه مرگ ناشی از مواد مخدر مغز را تغییر وحشت و اضطراب یا دیگر عدم تعادل شیمیایی تجربه کرده‌اند.با کمک استادان دانشگاه شریف و دانشکده بهزیستی مهندس ابوالفضل حاجی حسن خان توانست این علم رو به صورت کمی در بیاورد. زمینه‌های کاربردی خطاب طریق مهندسی توانبخشی ممکن است که شامل تحرک و ارتباطات شنوایی بینایی و شناخت و فعالیت‌های مرتبط با اشتغال و زندگی مستقل از ادغام در جامعه است. مهندس توانبخشی نیز می‌تواند به عنوان یک مهندسی توانبخشی تکنولوژیست شناخته شود.

## مدارک
در حالی که برخی مهندسین توانبخشی دارای مدرک کارشناسی ارشد در مهندسی توانبخشی معمولاً فوق تخصصی از مهندسی پزشکی هستند و بیشترین مهندسین توانبخشی باید در مقطع کارشناسی یا تحصیلات تکمیلی در مهندسی پزشکی با مهندسی مکانیک یا مهندسی برق باشند. یک دانشگاه پرتغالی مدرک کارشناسی و یک مدرک کارشناسی ارشد در مهندسی توانبخشی فراهم می‌کند. صلاحیت برای تبدیل شدن به یک مهندس توانبخشی در انگلستان ممکن است از طریق یک دانشگاه کارشناسی یا دوره مانند بهداشت طراحی و فناوری مؤسسه دانشگاه کاونتری می‌باشد.
ثبت نام حرفه‌ای بیمه خدمات درمانی توانبخشی مهندسین با مؤسسه فیزیک و مهندسی پزشکی است (IPEM).
مهندسی توانبخشی و تکنولوژی‌های کمکی جامعه آمریکای شمالی مأموریت است که برای «بهبود بالقوه افراد معلول برای رسیدن به اهداف خود از طریق استفاده از فناوری» جوامع حرفه‌ای برای مهندسین توانبخشی ایجاد کند.

## دستگاه‌های حمایتی
فرآیند توانبخشی افراد معلول اغلب مستلزم طراحی و ساخت وسایل کمک حرکتی است تا سطح زندگی این افراد را ارتقا دهد و به جریان معمول زندگی و جامعه بازگرداند. مهندسان توانبخشی در تلاش هستند که صندلی‌های چرخداری را طراحی کنند تا سبب بهبود وضعیت حرکتی و حرکت مستقل فرد توانیاب شود. صندلی‌های چرخدار برقی و سبک وزن و کنترل شونده یا ذهن از جمله صندلی‌های چرخدار در حال پیشرفت هستند. افرادی که به طور کلی یا جزئی توانایی استفاده از دست، پا یا اندام‌های خود را از دست داده‌اند می‌توانند از طریق بیان فرمان‌ها و دستورهای صوتی صندلی چرخدار خود را کنترل کنند.

## تحقیقات در حال انجام
مهندسی توانبخشی شامل مراکز تحقیقاتی به انجام تحقیقات در مهندسی توانبخشی می‌پردازد که هر یک با تمرکز بر یک منطقه به طور کلی یا جنبه‌ای از کار افتادگی به کار می‌پردازند. برای مثال اسمیت-Kettlewell پژوهشکده چشم تحقیق برای نابینایان و در دید مشکل را انجام می‌دهد. بسیاری از معلولان توانبخشی مورد تحقیق و توسعه توسط مراکز انجام مهندسی توانبخشی انجام می‌پذیرد.